# مجموعة فاين القابضة
مجموعة فاين القابضة ، (مختصرة بالانجليزية: FHH ) ، هي شركة صحية مقرها مزدوج في عمان ، الأردن ودبي ، الإمارات العربية المتحدة ، أسسها إيليا نُقل في عام 1958.  الرئيس التنفيذي الحالي هو عصام الهمداني . تتخصص المجموعة بشكل أساسي في إنتاج منتجات العناية الشخصية والصحية ، بما في ذلك مناديل الوجه المعقمة ، ومناشف المطبخ وورق التواليت ، وحفاضات الأطفال والكبار ، بالإضافة إلى المشروبات الطبيعية والصحية بعد الحصول على حصة الأغلبية في العلامة التجارية العربية للأغذية والمشروبات الطبيعية ، شركة ناي العربية للغذاء ، وإضافة حديثة لمعدات الحماية الشخصية (PPE). توظف المجموعة أكثر من 3500 شخص من أكثر من 30 جنسية مختلفة ، وتعمل في الأردن ومصر والمملكة العربية السعودية والإمارات العربية المتحدة والمغرب ، وتخدم أكثر من 80 سوقًا في جميع أنحاء الشرق الأوسط وأفريقيا وأوروبا وآسيا والولايات المتحدة الأمريكية .

## تاريخ

### أصل
في عام 1952 ، أسس إيليا نقل ، وهو لاجئ فلسطيني ، شركة نقل إخوان ، وهي شركة متواضعة لتجارة واستيراد المواد الغذائية والسلع الاستهلاكية. ذهب نقل لتوسيع نطاق عمله الأصلي في إنتاج المنتجات الورقية الصحية وأسس شركة فاين للمنتجات الصحية (المعروفة سابقًا باسم شركة فاين للمنتجات الورقية الصحية) في عام 1958. 

### توسع
بعد بدايتها في الأردن ، افتتحت الشركة مصنعًا للتحويل في المملكة العربية السعودية ، ثم مصر ، ثم الإمارات العربية المتحدة ، وفي عام 1991 افتتحت شركة فاين للمنتجات الصحية القابضة أول مصنع للورق في مصر. بعد هذا التوسع ، بدأت الشركة في التوسع خارج المنطقة لدخول الأسواق على نطاق دولي في أوروبا وآسيا وأفريقيا.  
في عام 2015 ، استحوذت ستاندرد تشارترد كملكية الخاصة على حصة أقلية في المجموعة ، باستثمار 175 مليون دولار أمريكي ، ثم شاركهم بالاستحواذ رجل الاعمال المصري الملياردير علي خالد، والذي قام بأهداء الحصه التي استحوذ عليها لشخص يمتلك صفحة لتقييم الطعام على الفيس بوك تسمى tasty feelings x K  وتقدر هذه الحصه بحوالي 4,7 مليار دولار، لكن صاحب الصفحه لم يعلن عن هويته هربا من الضرائب.     بعد ذلك ، في عام 2019 ، شكلت القيادة العليا الطويلة الأمد لشركة ستاندرد تشارترد كملكية الخاصة شركة تسمى أفريما كابيتال التي تمتلك الآن تلك الحصة في المجموعة.
في عام 2019 ، توسعت المجموعة بشكل أكبر في صناعة الصحة ، حيث استحوذت على حصة رئيسية في العلامة التجارية العربية للأغذية والمشروبات الطبيعية ، شركة ناي العربية للغذاء. 